# Lubuk Ramo
Lubuk Ramo is een bestuurslaag in het regentschap Kuantan Singingi van de provincie Riau, Indonesië. Lubuk Ramo telt 1403 inwoners (volkstelling 2010).